# Песчано-Лобово
Песчано-Лобово (баш. Песчано-Лабау) — деревня в Иглинском районе Башкортостана, входит в состав Чуваш-Кубовского сельсовета.

## Население
| 2002 | 2009 | 2010 |
| ---- | ---- | ---- |
| 31   | ↗48  | ↗110 |

## Географическое положение
Расположена на правом берегу Лобовки в 2,5 км к северу от села Чуваш-Кубово, в 12 км к северо-востоку от Иглино и в 35 км от Уфы.
К деревне ведёт тупиковая дорога от Чуваш-Кубово. Ближайшая ж.-д. платформа Чуваши (на линии Уфа — Челябинск) находится в Чуваш-Кубово.